# Сухий Ташлик (притока Синюхи)
Сухий Ташлик — річка в Україні, в межах Новоукраїнського, Добровеличківського і Вільшанського районів Кіровоградької області. Ліва притока Синюхи (басейн Південного Бугу).

## Опис
Довжина 57 км. Площа водозбірного басейну 741 км². Похил річки 1,4 м/км. Долина завширшки 1,5—2 км, завглибшки до 40—50 м. Річище звивисте, завширшки до 10—15 м. Використовується на зрошення. Є чимало ставків.

## Розташування
Річка тече територією південно-східної частини Придніпровської височини. Бере початок на північній околиці села Вербівки. Тече переважно на південний захід і захід, впадає до Синюхи в межах села Добрянки.

## Притоки
Праві: Балка Глодоси, Лозоватка, Балка Круто Степова, Балка Гнила, Гах.
Ліві: Балка Бездирочна, Балка Східняк, Добра.

## Населені пункти
Над річкою розташовані такі села (від витоків до гирла): Вербівка, Глодоси, Дружелюбівка, Скопіївка, Липняжка, Трояни, Добрянка. Над річкою Доброю — Добровеличківка.

## Цікаві факти
Неподалік від села Глодоси, через яке протікає Сухий Ташлик, було знайдено Глодоський скарб.